# Chachacomani
El Chachacomani es una montaña de Bolivia, ubicada en la cordillera de los Andes, dentro del departamento de La Paz. El Chachacomani al tener 6.074 m s. n. m. forma parte de la élite de los nevados más altos de la cordillera. Está ubicado en la provincia de Larecaja.
Forma con el Chearoco, un macizo enclavado entre el Illampu-Ancohuma y el Condoriri, con inmensos terrenos de nieve perpetua y grietas alternados de incontable picos nevados que forman una barrera circular alrededor del Chachacomani. Esto hace que su ubicación sea difícil ya que está escondido entre muchas montañas. Geográficamente es muy poco conocido y oculta aún muchos secretos en su topografía.